# 阿瓦迪斯·泰瓦尼安
阿瓦迪斯·「艾維」·泰瓦尼安（英語：Avadis "Avie" Tevanian，1961年—）是一名美國電腦科學家與程式設計師。曾經擔任NeXT軟體公司首席工程師、蘋果電腦軟體工程部門副總裁，曾經參與開發Mach、NEXTSTEP、Darwin與Mac OS X。

## 生平
阿瓦迪斯·泰瓦尼安是亞美尼亞人後裔。在羅徹斯特大學取得數學理學士，之後至卡內基梅隆大學取得計算機科學碩士以及博士學位，曾參與Mach專案開發。1987年加入NeXT，專責軟體的研發。至1996年蘋果收購NeXT，又成為蘋果軟體首席工程師之一；2003年再任蘋果軟體工程部門副總裁。
他於2006年辭任，同年加入Tellme網絡。